# Axinopsida orbiculata
Axinopsida orbiculata is een tweekleppigensoort uit de familie van de Thyasiridae. De wetenschappelijke naam van de soort werd in 1878 voor het eerst geldig gepubliceerd door Georg Ossian Sars.